# 실리센

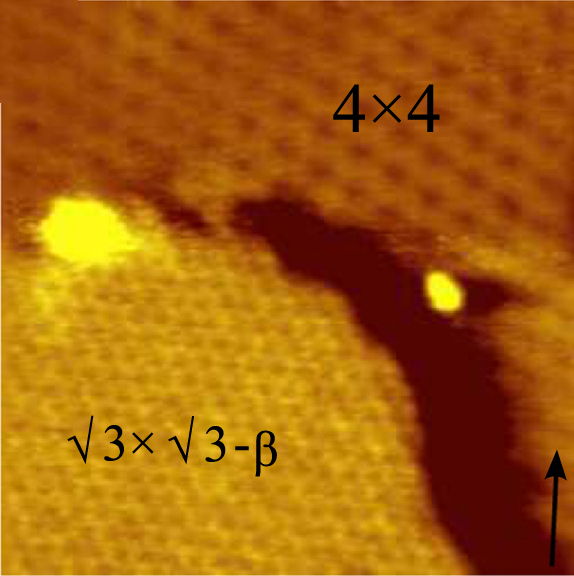
얇은 은박위에서 성장한 실리센의 첫 번째 층(4×4)과 두 번째 층(√3×√3-β)의 STM 이미지

실리센(영어: Silicene)은 규소의 동소체로, 그래핀과 비슷한 육각구조의 이차원 물질이다.

## 역사
1994년부터 이론가들에 의해 실리센의 존재와 그 성질이 예측되었음에도 불구하고,

실리센의 관한 예측에 맞는 규소 구조는 2010년 처음 발견되었다.

STM을 이용해 과학자들은 110Ag와 111Ag의 단일 결정에 흡착된 자기 조립 실리센 나노리본과 실리센 시트를 원자해상도에서 연구하였다. 그 이미지는 그래핀과 비슷한 육각형 벌집 구조였지만, 육각형과 비슷한 은표면에서 발생한 것으로 알려졌다.

밀도범함수 이론 계산에 의하면, 은 표면에서 규소 원자들이 작은 굴곡을 따라 그래핀과 같은 벌집 구조로 형성된다고 한다.

## 성질
ㅓ어어엉

## 같이 보기
- 2D 실리카
- 보로핀
- 게르미닌
- 스타닌